# کلانیا
کلانیا (به لاتین: Kelaniya Divisional Secretariat) یک منطقهٔ مسکونی در سری‌لانکا است که در ناحیه گامپاها واقع شده‌است.